# شوگرلند اکسپرس
شوگرلند اکسپرس (به انگلیسی: The Sugarland Express) هم‌چنین مشهور به سریع‌السیر سرزمین‌شکری، یک فیلم در ژانر نئو نوآر و درام آمریکایی، به نویسندگی و کارگردانی استیون اسپیلبرگ است. شوگرلند اکسپرس، دومین فیلم سینمایی بلند اسپیلبرگ بود.
در فیلم شوگرلند اکسپرس، ستارگانی همچون، گلدی هاون، بن جانسون، ویلیام آترتون، مایکل ساکس بازی کرده‌اند. این فیلم در سال ۱۹۷۴ برای شرکت در جشنواره فیلم کن انتخاب شد و جایزه بهترین فیلم‌نامه را برد.

## داستان
داستان این فیلم در مورد یک زوج زن و شوهر است که در تلاش برای پیشی جستن از قانون هستند که برگرفته شده از یک روایت واقعی است. این رویداد تا حدی پیش رفت که قسمتی از مجموعه و بخش‌هایی از داستان فیلم در شوگرلند تگزاس فیلم برداری شد. صحنه‌هایی دیگر از فیلم در سان آنتونیو، فلورزویل، پیلیزنتون، کانورس، دل ریو تگزاس فیلم برداری شده‌است.